# Ковачевич, Мара
Ма́ра Кова́чевич (серб. Мара Ковачевић / Mara Kovačević; 12 декабря 1975) — сербская югославская дзюдоистка тяжёлой весовой категории, выступала за сборные Югославии, Сербии и Черногории, Сербии во второй половине 1990-х — первой половине 2000-х годов. Участница летних Олимпийских игр в Сиднее, бронзовая призёрка чемпионатов мира и Европы, обладательница двух бронзовых медалей Средиземноморских игр, победительница многих турниров национального и международного значения.

## Биография
Мара Ковачевич родилась 12 декабря 1975 года. Активно заниматься дзюдо начала с раннего детства, имела большой успех на юниорском уровне: уже в конце 1980-х годов становилась чемпионкой Югославии среди кадетов и среди юниоров. В 1991 году завоевала бронзовую медаль на юниорском чемпионате Европы в Финляндии.
Первого серьёзного успеха на взрослом международном уровне добилась в сезоне 1997 года, когда попала в основной состав югославской национальной сборной и побывала на Средиземноморских играх в Бари, откуда привезла награду бронзового достоинства, выигранную в тяжёлой весовой категории. Благодаря череде удачных выступлений удостоилась права защищать честь страны на летних Олимпийских играх 2000 года в Сиднее, однако выступила здесь не очень успешно — в первом же поединке потерпела поражение от Бригитты Оливер из Бельгии и лишилась тем самым всяких шансов на попадание в число призёров.
После сиднейской Олимпиады Ковачевич осталась в основном составе сербско-черногорской команды по дзюдо и продолжила принимать участие в крупнейших международных турнирах. Так, в 2001 году она выиграла бронзовые медали на чемпионате Европы в Париже и на Средиземноморских играх в Тунисе. По итогам сезона 2002 года признана Олимпийским комитетом Сербии лучшей спортсменкой страны. В 2003 году добавила в послужной список бронзовую награду, полученную в абсолютной весовой категории на чемпионате мира в Осаке. Последний раз показала сколько-нибудь значимый результат на международной арене в сезоне 2004 года, когда одержала победу на этапе Кубка мира в Леондинге — в общей сложности за свою спортивную карьеру 16 раз попадала в число призёров на этапах Кубка мира, в том числе пять раз была победительницей.